# Karnik
| System                        | Oddział  | Piętro    | Wiek (mln lat) |
| ----------------------------- | -------- | --------- | -------------- |
| Jura                          | wczesna  | Hettang   | młodsze        |
| Trias                         | Górny    | Retyk     | 201,3–208,5    |
| Trias                         | Górny    | Noryk     | 208,5–227,0    |
| Trias                         | Górny    | Karnik    | 227,0–237,0    |
| Trias                         | Środkowy | Ladyn     | 237,0–242,0    |
| Trias                         | Środkowy | Anizyk    | 242,0–247,2    |
| Trias                         | Dolny    | Olenek    | 247,2–251,2    |
| Trias                         | Dolny    | Ind       | 251,2–251,902  |
| Perm                          | Loping   | Czangsing | starsze        |
| Podział według ICS, luty 2017 |          |           |                |

Karnik − w stratygrafii piętro górnego triasu w eratemie mezozoicznym, trwające w zależności od przyjmowanego podziału triasu od około 10 do około 12 milionów lat. Dokładny czas jego trwania jest przedmiotem sporów. Do 2012 roku Międzynarodowa Komisja Stratygrafii przyjmowała, że karnik rozpoczął się około 228,7 milionów lat temu a zakończył 216,5 ± 2,0 mln lat temu; w roku 2013 Komisja poprawiła datowanie na ok. 237–227 milionów lat temu. Młodsze piętro od ladynu a starsze od noryku.

## Fauna karniku

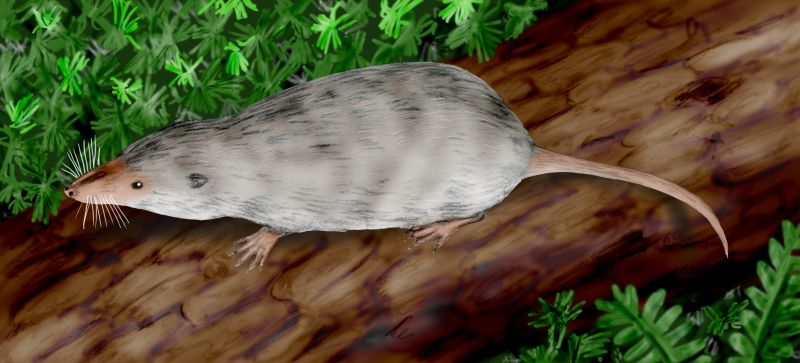
Adelobasileus

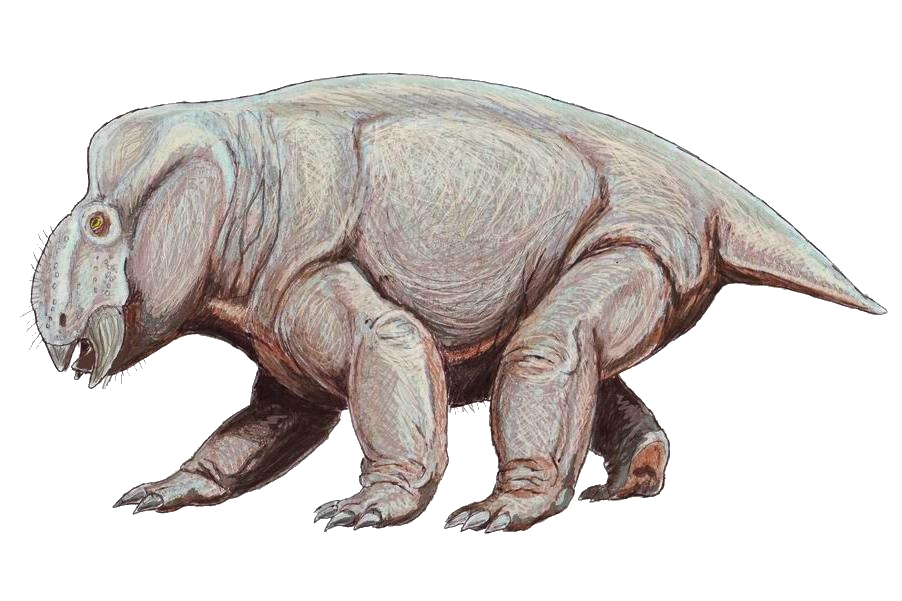
Placerias

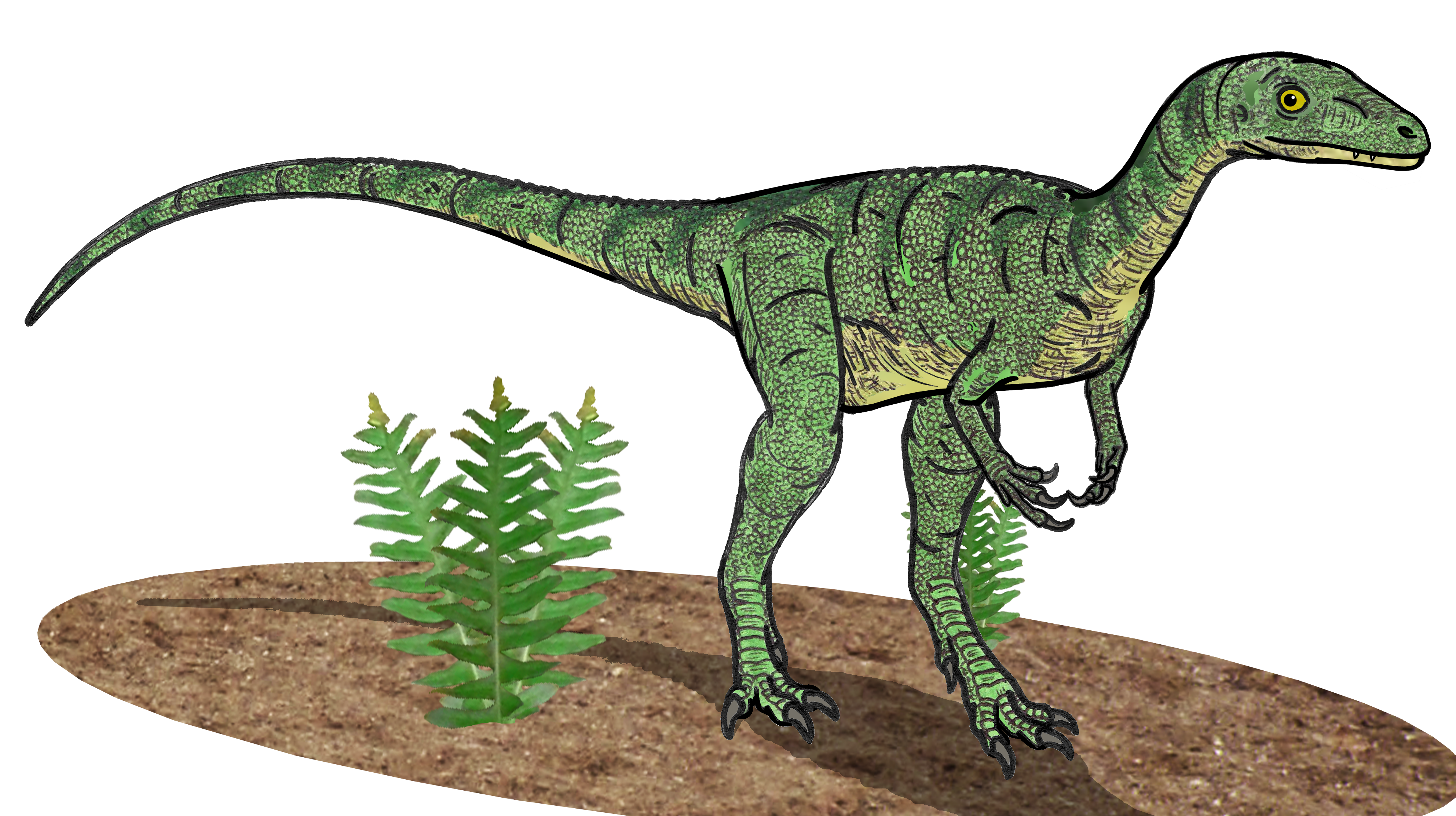
Eoraptor lunensis

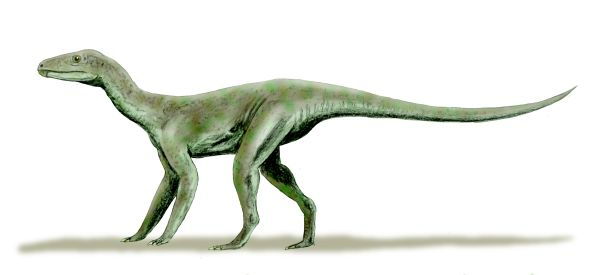
Silezaur

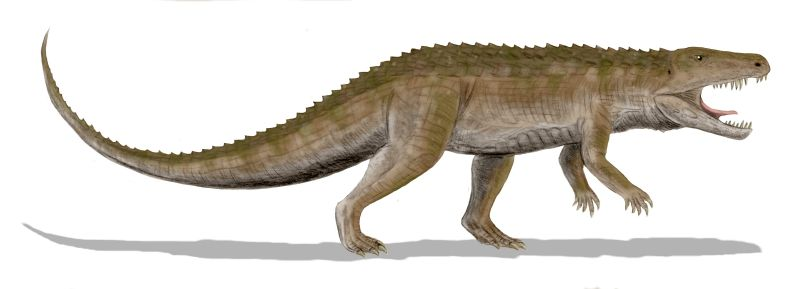
Ornithosuchus longidens

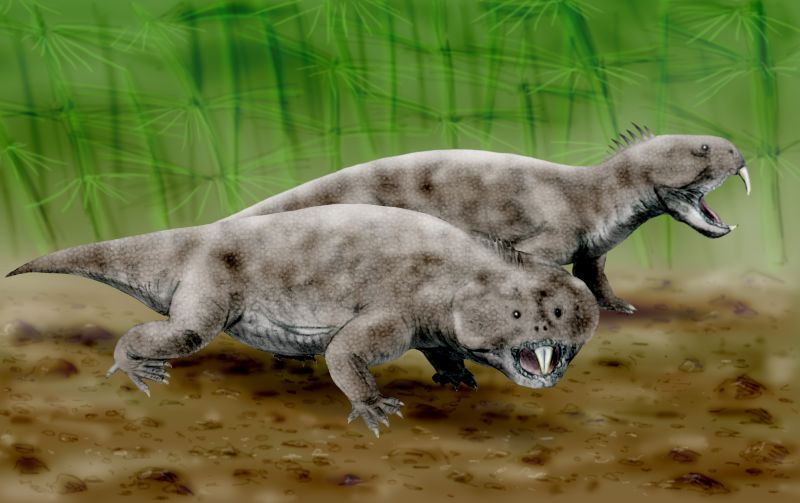
Hyperodapedon huxleyi

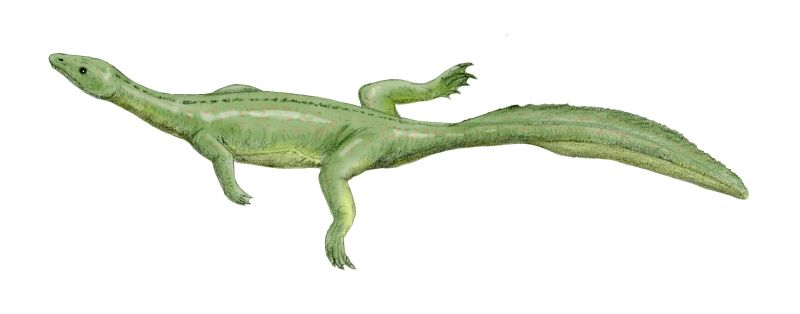
Miodentosaurus brevis

### Ssaki i pozostałe ssakokształtne
- Adelobasileus – Teksas

### Pozostałe terapsydy
- Exaeretodon – cynodon; Argentyna, Indie, w innych piętrach też Brazylia
- Placerias – dicynodon; Arizona

### Dinozaury gadziomiedniczne
- Awajtum - zauropodomorf?; USA[3]
- Alwalkeria - Indie[3]
- Bagualozaur - zauropodomorf; Brazylia[3]
- Buriolest - zauropodomorf; Brazylia[3]
- Czindezaur - herrerazaur?; USA[3]
- Chromogizaur - zauropodomorf; Argentyna[3]
- Eodrom - teropod?; Argentyna[3]
- Eoraptor – Argentyna
- Gnatoworaks - Herrerazaur; Brazylia[3]
- Herrerazaur – herrerazaur; Argentyna
- Mbirezaur - zauropodomorf; Zimbabwe[3]
- Nandumirim - zauropodomorf?; Brazylia[3]
- Pampadrom - zauropodomorf; Brazylia[3]
- Panfagia - zauropodomorf; Argentyna[3]
- Sanchuanzaur - herrerazaur; Argentyna[3]
- Saturnalia – Brazylia
- Staurikozaur – herrerazaur?; Brazylia

### Dinozaury ptasiomiedniczne
- Pisanozaur – prawdopodobnie najprymitywniejszy znany ptasiomiedniczny lub silezauryd[3]La Rioja (prowincja Argentyny)

### Pozostałe Ornithodira
- Amanazaur - silezauryd; Brazylia[3]
- Asilizaur - silezauryd; Tanzania[3]
- Diodorus - silezauryd; Maroko[3]
- Gamatavus - silezauryd; Brazylia[3]
- Gondwanaks - silezauryd; Brazylia[3]
- Ignotozaur - silezauryd; Argentyna[3]
- Lagerpeton – dinozauromorf; Argentyna[4]
- Lewisuchus - silezauryd; Argentyna[3]
- Silezaur – Dinosauriformes; Śląsk
- Sakizaur – Dinosauriformes; Rio Grande do Sul (Brazylia)
- Saltop - Dinosauriformes; Szkocja[3]
- Tejuwazu – przedstawiciel Dinosauriformes o niepewnej pozycji filogenetycznej; nomen dubium; Brazylia

### Krokodylomorfy
- Hesperosuchus – Sphenosuchia; Arizona, Nowy Meksyk

### Pozostałe Crurotarsi
- Desmatozuch – aetozaur; Teksas
- Stagonolepis – aetozaur; Polska, Szkocja, Nowy Meksyk, Argentyna
- Postozuch – rauizuch; Teksas
- Zaurozuch – rauizuch; Argentyna
- Ornitozuch – Ornithosuchidae; Szkocja
- Rutiodon – fitozaur; Niemcy, Szwajcaria, USA
- Doswellia – Ameryka Północna
- Palaeorhinus

### Pozostałe archozauromorfy
- Hyperodapedon – rynchozaur; Argentyna, Brazylia, Indie, Szkocja, Madagaskar[5]
- Trilofozaur – trilofozaur; Teksas, Arizona

### Ichtiozaury
- Kalifornozaur – szastazaur
- Szastazaur – szastazaur; Kalifornia, Meksyk
- Szonizaur – szastazaur; Nevada

### Sfenodonty
- Brachyrhinodon – hatteriowaty; Szkocja

### Thalattosauria
- Miodentosaurus – Chiny

### Temnospondyle
- Cyklotozaur – Capitosauroidea
- Deltasaurus – Rhytidosteidae; Australia, Tasmania
- metopozaur – Metoposauridae